# Alatuncusia
Alatuncusia là một chi bướm đêm thuộc họ Crambidae.